# Rudarius ercodes
Rudarius ercodes är en fiskart som beskrevs av Jordan och Fowler 1902. Rudarius ercodes ingår i släktet Rudarius, och familjen filfiskar. Inga underarter finns listade i Catalogue of Life.